# Michelle (chanteuse)
Pour les articles homonymes, voir Michelle.
Michelle, nom de scène de Tanja Shitawey, née le 15 février 1972 à Villingen-Schwenningen en Allemagne, est une chanteuse et actrice allemande.
Elle se fait connaître à l'occasion du concours Eurovision de la chanson 2001, où elle représente son pays avec la chanson Wer Liebe lebt et se classe 8e.

## Biographie
Michelle chante dans des groupes amateurs locaux depuis l'âge de 14 ans. Grâce à une amie qui travaillait dans une société de radiodiffusion publique, elle a eu la chance de se produire à la télévision allemande en 1993. La populaire chanteuse allemande Kristina Bach a reconnu le talent de Michelle. Un peu plus tard, l'auteur-compositeur Jean Frankfurter a écrit et produit la chanson Und heut' Nacht will ich tanzen est devenue un grand succès pour atteindre le sommet des charts allemands. Le single a été un hit dans les hit-parades et a amené Michelle au hit parade ZDF. Sa performance l'a rendue populaire dans tout le pays.

### Carrière musicale
Par la suite, Michelle a participé à plusieurs festivals de musique pop allemande, par exemple les concours préliminaires pour le concours Eurovision de la chanson ou le traditionnel Deutsches Schlagerfestival. Elle a remporté ce dernier en 1997 avec son single Wie Flammen im Wind (Comme des flammes dans le vent). L'album, du même nom, lui a valu son premier succès dans le TOP 10 en Allemagne. Les années suivantes marquent l'apogée de sa carrière, avec deux autres albums TOP 10, des disques d'or et la chance de représenter l'Allemagne au Concours Eurovision de la chanson 2001 à Copenhague.
De retour en 2005, son album Leben (Vie) a été un autre succès, atteignant le TOP 3 en Allemagne il a reçu un autre disque d'or. Par la suite, elle a commencé une carrière de mannequin et a sorti My Passion, un album de reprises de classiques disco.
En octobre 2009, elle a sorti un nouvel album intitulé Goodbye Michelle et a joué plusieurs concerts et émissions de télévision, expliquant qu'elle voulait "dire adieu à ses fans". Elle a déclaré, cependant, que c'était définitivement son dernier album sous le nom de Michelle. Le nouveau single de cet album sera Nur noch dieses Lied. C'est le deuxième single après la chanson Goodbye Michelle. Le troisième single sera Gefallener Engel sorti en mai 2010.
En novembre 2010, elle a sorti son nouvel album intitulé Der beste Moment. En mars 2012, elle sort l'album "L'amour" avec son nouveau tube Große Liebe.
En mars 2014, elle sort l'album The Ultimate Best of avec sept nouvelles chansons. Son nouveau single est "Paris", il remportera un disque de platine en Autriche. Le deuxième single de son album est Herzstillstand, sorti en juillet 2014.
Le 25 mai 2018, elle sort un nouvel album nommé Tabu. Il contient 16 titres et 8 bonus.

### Vie privée
Michelle a grandi à Blumberg avec une sœur et un frère dans un milieu social difficile, ses parents étant des alcooliques violents. À l'âge de 10 ans, elle a été dans une famille d'accueil. Elle a trois filles et vit à Cologne.

## Discographie
- 1995 : Traumtänzerball
- 2014 : Die Ultimative Best Of
- 2015 : Die Ultimative Best Of - Live
- 2016 : Ich würd' es wieder tun (Deluxe).
- 2018 : Tabu.

## Filmographie
La filmographie de Michelle, comprend les séries télévisées suivantes :
- 2011 : My Name Is (jeu télévisé)
- 2000 : Showpalast
- 1993 : Musik liegt in der Luft

## Animation
- 2016 et 2017 : Deutschland sucht den SuperStar (13e et 14e saison) : la juge